# Nemoura sahlbergi
Nemoura sahlbergi är en bäcksländeart som beskrevs av Morton 1896. Nemoura sahlbergi ingår i släktet Nemoura och familjen kryssbäcksländor. Arten är reproducerande i Sverige.

## Underarter
Arten delas in i följande underarter:
- N. s. problematica
- N. s. sahlbergi